# Mecynoecia buskii
Mecynoecia buskii is een mosdiertjessoort uit de familie van de Entalophoridae. De wetenschappelijke naam van de soort is, als Entalophora buskii, voor het eerst geldig gepubliceerd in 1944 door Borg.